# Campeonato Cearense 1939
In 1939 werd het 25ste Campeonato Cearense gespeeld voor clubs uit Braziliaanse staat Ceará. De competitie werd georganiseerd door de ADC en werd gespeeld van 23 april 1939 tot 11 februari 1940. Ceará werd kampioen.

## Eindstand
| Plaats | Club           | Wed. | W | G | V | Saldo | Ptn. |
| ------ | -------------- | ---- | - | - | - | ----- | ---- |
| 1.     | Ceará          | 11   | 9 | 2 | 0 | 38:16 | 20   |
| 2.     | Estrela do Mar | 11   | 5 | 2 | 4 | 38:26 | 12   |
| 3.     | Peñarol        | 10   | 4 | 2 | 4 | 28:26 | 10   |
| 4.     | Maguari        | 11   | 4 | 2 | 5 | 31:32 | 10   |
| 5.     | Ferroviário    | 12   | 5 | 0 | 7 | 41:43 | 10   |
| 6.     | Fortaleza      | 10   | 3 | 2 | 5 | 23:32 | 8    |
| 7.     | Tramways       | 11   | 2 | 2 | 7 | 24:47 | 6    |

|  | Kampioen |

### Kampioen
| Campeonato Cearense de 1939 |
| Ceará                       |
| --------------------------- |
| CEARÁ Kampioen (10° titel)  |